# Lienardia ralla
Lienardia ralla é uma espécie de gastrópode do gênero Lienardia, pertencente a família Clathurellidae.